# All About Lily Chou-Chou
All About Lily Chou-Chou (яп. リリイ・シュシュのすべて рири сюсю но субэтэ, «Всё о Лили Чоу-Чоу») — японский фильм режиссёра Сюндзи Иваи и студии Rockwell Eyes, премьера которого состоялась в 2001 году. Этот фильм посвящён жизни японских школьников, которые увлечены загадочной певицей Лили Чоу-Чоу и обмениваются своими впечатлениями о её произведениях на форуме «лилиголиков».

## Сюжет
Фильм показывает события вне хронологической линии: вначале показывается середина истории (сразу после начала учёбы во втором классе средней школы), затем идёт флешбек, где показываются события каникул, наступивших после первого класса средней школы, а после показываются события настоящего времени. События реальности смешаны с сообщениями в чате, который посвящён певице Лили Чоу-Чоу.
Жизнь школьников их же глазами не кажется такой простой. Сюсукэ Хосино и Юити Хасуми познакомились в клубе кэндо в самом начале средней школы. Юити и Хосино стали друзьями. Летняя подготовка по кэндо оказалась трудной и жёсткой, поэтому Хосино, Юити и другие мальчики из класса решили поехать на Окинаву, чтобы отдохнуть. Парни воруют деньги у одного богатого мужчины на парковке и отправляются в путешествие. На каникулах на Окинаве Хосино пережил околосмертный опыт, после чего его личность сильно изменилась: ранее добродушный Хосино превращается в жестокого манипулятора. Однажды в классе Хосино потерял контроль и бросил стул в другого ученика, после чего стал издеваться над ним. С этого момента жизнь одноклассников Хосино кардинально меняется — сам Хосино вполне осознаёт свою власть и пользуется ею. Юити, одержимый творчеством загадочной певицы и ищущий спасения в её мечтательных меланхоличных песнях, подумать не мог, что его мучитель тоже любит слушать песни Лили.

## Персонажи
Юити Хасуми (яп. 蓮見 雄一 Хасуми Ю:ити) — ученик средней школы, нерешительный тихий парень. После перемен в характере Хосино Юити пришлось вступить в его банду, где он занимался грязной работой. Хосино начал издеваться над Юити, которым было просто манипулировать. Из-за Хосино он не смог попасть на концерт Лили, которой был одержим. Юити был администратором форума, посвящённого Лили, его никнейм — «Филия» (яп. フィリア фириа). Роль Юити в фильме играет Хаято Итихара.
Сюсукэ Хосино (яп. 星野 修介 Хосино Сюсукэ) — одноклассник Юити, известный как один из лучших учеников в начальной школе, где его дразнили. Перейдя в среднюю школу, Хосино подружился с Юити. После поездки с одноклассниками на Окинаву сильно изменился в характере из-за перенесённых околосмертных переживаний. Вскоре стал известным хулиганом, который манипулировал всем классом и рушил жизни других людей, в том числе и жизнь Хасуми. Умер в толпе после концерта Лили от ножа Юити. Хосино был активным пользователем чата «лилиголиков», его никнейм — «Аонэко» (яп. 青猫, «синий кот»). Роль Хосино в фильме играет Сюго Осинари.
Сиори Цуда (яп. 津田 詩織 Цуда Сиори) — одноклассница Юити и Хосино, которой также манипулировал Хосино. Хосино заставлял Цуду ходить на свидания со взрослыми мужчинами за деньги (эндзё-косай), отдавая большую часть денег самому Хосино. Сиори Цуда встречает парней, которые запускают воздушных змеев, у которых просит попробовать его запустить самой. Незадолго до ухода Цуда признаётся, что хотела бы полетать так же, как и воздушные змеи. Сиори была фанаткой Лили Чоу-Чоу, она узнала о ней от Юити, у которого взяла послушать диск. Вскоре Цуда уходит из жизни, спрыгнув с огромной высоты. Роль Цуды в фильме играет Ю Аой.
Ёко Куно (яп. 久野 陽子 Куно Ё:ко) — одноклассница Юити и Хосино, пользуется популярностью у парней из-за своей внешности, из-за чего над ней издеваются девушки в классе. Куно тихая девушка, которая хорошо играет на пианино. Юити нравилась Куно, но под гнётом Хосино ему пришлось привести Куно в заброшенный район, где её ждали парни из банды Хосино, которые поймали её и изнасиловали. На следующий день Куно является в школу с бритой головой, чтобы её не постигла участь Цуды. Роль Куно в фильме играет Аюми Ито.
Лили Чоу-Чоу (яп. リリイ・シュシュ Рири Сюсю) — загадочная певица, фанатами которой являлись Юити, Цуда и другие подростки. Лили появлялась в фильме лишь на киноэкране, но её песни играют на протяжении всего фильма. Лили исполняет меланхоличные песни. Как говорят поклонники, песни Лили открывают им путь в эфир и спасают их душу. Роль Лили в фильме играет певица Salyu.